# Fukase Yosuke
Yosuke Fukase (sinh ngày 5 tháng 6 năm 1977) là một cầu thủ bóng đá người Nhật Bản.

## Sự nghiệp câu lạc bộ
Yosuke Fukase đã từng chơi cho Yokohama Marinos.